# 의정부시
의정부시(議政府市)는 대한민국 경기도 중북부에 위치한, 경기북부의 행정 중심지 역할을 하는 도시로, 경기도청 북부청사, 경기도교육청 제2청사, 의정부지방법원, 경기도북부경찰청, 경기북부병무지청 등이 있다. 남쪽은 서울특별시 노원구, 도봉구이며, 서쪽과 북쪽은 양주시, 동남쪽은 남양주시, 동북쪽은 포천시와 접한다.

## 역사
- 조선 시대 : 양주군 시북면, 둔야면

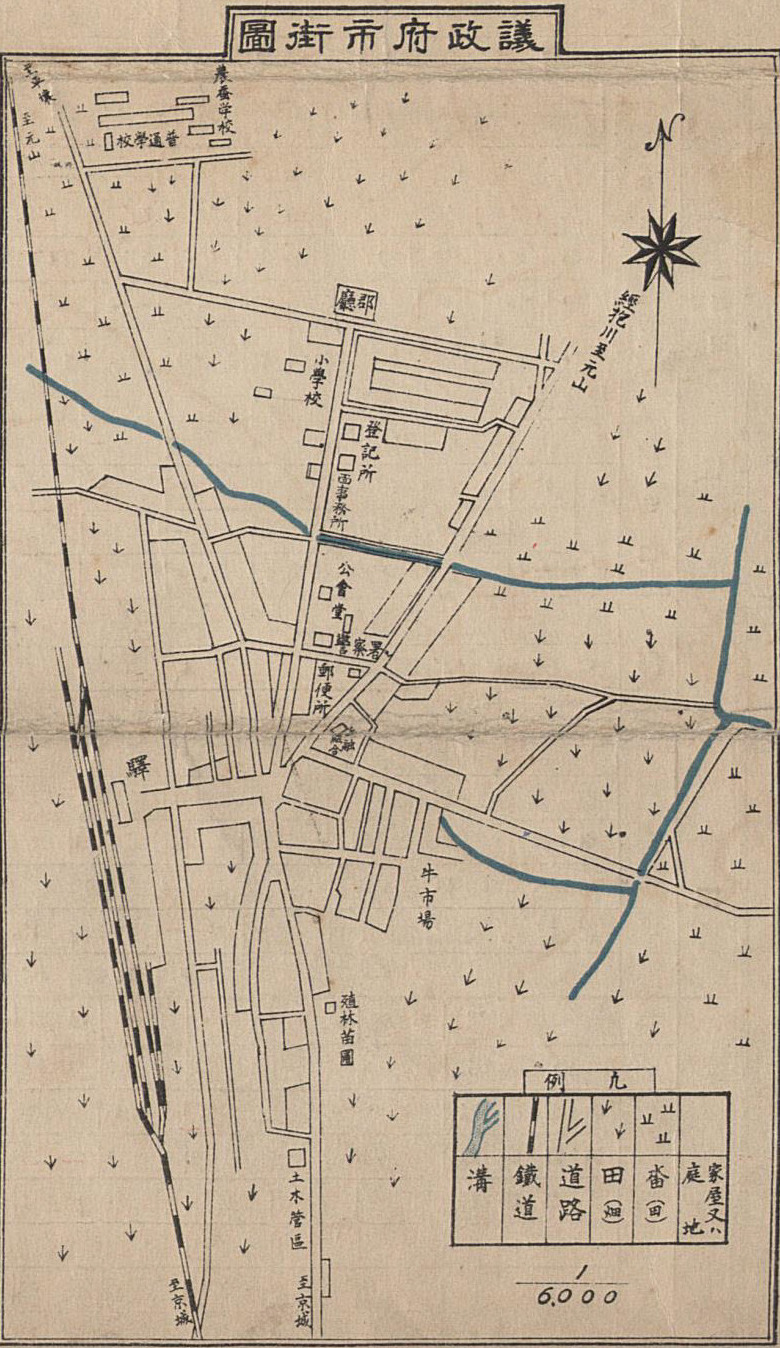
1930년의 의정부시내 지도

- 1914년 4월 1일 : 양주군 시둔면
- 1922년 10월 1일 : 양주군청이 주내면 유양리에서 시둔면 의정부리로 이전하였다.
- 1938년 1월 1일 : 시둔면이 양주면으로 개칭하였다.[2]
- 1942년 10월 1일 : 양주면이 의정부읍으로 승격하였다.[3]
- 1963년 1월 1일 : 양주군 의정부읍이 의정부시로 승격하였다.[4]
- 1970년 7월 1일 : 가능2동에서 가능3동을 분동하였다.
- 1980년 4월 1일 : 양주군에서 남양주군이 분리되면서 별내면 고산리, 산곡리가 의정부시에 편입되었다.
- 1996년 10월 11일 : 서울 지하철 7호선이 개통되었다.
- 2000년 9월 25일 : 양주군청이 의정부동에서 양주군 주내면 남방리로 이전하였다.[5]
- 2003년 2월 3일 : 호원동을 호원1동, 호원2동으로, 송산동을 송산1동(법정동 : 용현동, 고산동, 산곡동), 송산2동(법정동 : 민락동, 낙양동)으로 분동하였다.
- 2012년 7월 1일 : 의정부경전철이 개통되었다.
- 2017년 4월 3일 : 가능2동과 가능3동을 흥선동으로 합동하였다.
- 2018년 9월 27일 : 가능1동의 동명을 가능동으로 변경하였다.
- 2020년 1월 6일 : 의정부3동을 의정부1동에 합동하였다.
- 2020년 1월 13일 : 송산3동을 송산2동에서 분동하였다.
- 2024년 7월 1일 : 고산동(법정동 : 고산동, 산곡동)을 송산1동에서 분동하였다.

### 지명 유래
의정부시의 명칭은 둔야면 의정부리로부터 시작하였다. 둔야면(1938년에 양주면으로 개칭) 의정부리에 1911년 개통한 경원선의 철도역인 의정부역이 생긴 이후 이 역을 중심으로 의정부 도심이 점차 형성되었고, 이후 행정구역명과는 별개로 철도역의 이름을 따라 의정부라는 지명이 널리 쓰였다. 1922년에 주내면 유양리에 있었던 양주군청이 옮겨오면서 양주군의 행정중심지가 되었고, 1942년 10월에 의정부읍이라는 이름으로 승격하면서 지역의 정식 명칭으로 굳어졌다.
둔야(芚夜, 둔배미)와 의정부리라는 지명은 조선 시대 최고 의결기관인 의정부의 둔전(屯田)이 설치되어 유래하였다고 보는 것이 통설이다.

## 지리
의정부시는 남쪽으로 서울특별시 노원구, 도봉구와 시계를 이루고 있으며, 북쪽으로는 양주시 양주1동과 포천시 소흘읍, 서쪽으로는 양주시 장흥면, 동쪽으로는 남양주시 별내면과 경계를 이루고 있으며, 관할 면적은 81.54 km2에 이른다.
의정부시는 서울 북쪽의 관문 도시이자 경기북부의 교통·산업·경제·문화·교육의 중심 도시이다. 경원선(수도권 전철 1호선 운행)과 평화로가 시가지 남북을 가로지르고 있으며, 서울 시계로부터 녹양동까지 국도 제3호선 우회도로가 사패산 서쪽 기슭을 감싸돌고 있다. 국도 제43호선은 천보산 분수령을 넘어 철원군 방면으로 연결되는 등 한수이북의 심장부를 형성하고 있으므로 의정부시는 예부터 교통의 요충지로 부각되어 왔다.
시의 외곽에 도봉산, 수락산, 천보산이 병풍처럼 드리워져 있다.

## 행정 구역
의정부시의 행정 구역은 15 행정동이고, 전체 면적은 81.54 km2이다. 인구는 2024년 7월 말 주민등록 기준으로 46만663명, 	20만9,504가구이고, 동별 인구는 다음과 같다.

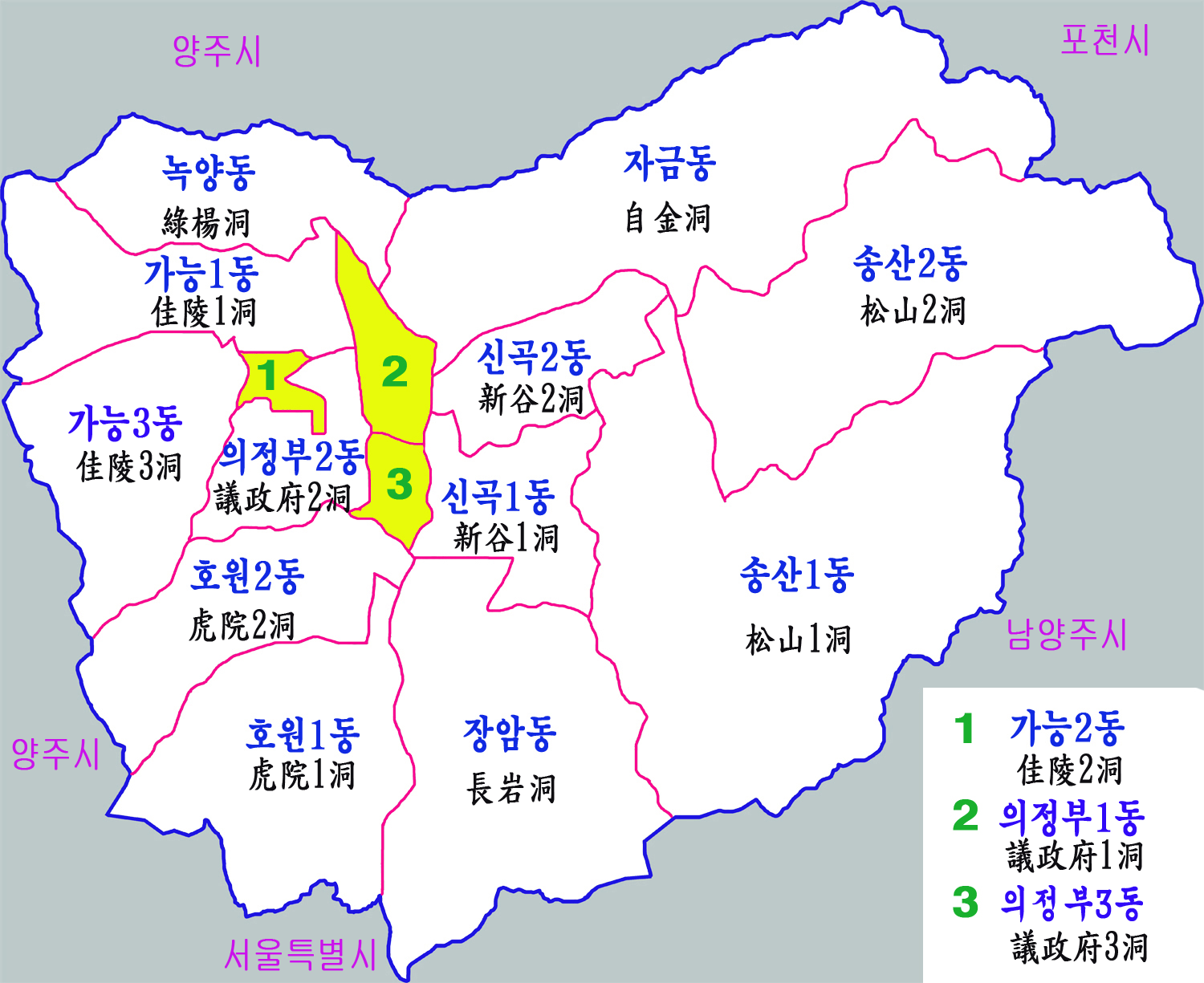
위 지도에서 의정부1동과 3동(숫자 2지역, 숫자3지역)이 의정부 1동으로, 가능2동(숫자 1지역)·가능3동이 흥선동으로 통폐합된 것이 반영되어 있지 않다.

| 행정동    | 한자      | 면적 (km2) | 인구    | 세대    |
| --------- | --------- | ---------- | ------- | ------- |
| 의정부1동 | 議政府1洞 | 1.95       | 39,265  | 23,247  |
| 의정부2동 | 議政府2洞 | 2.49       | 29,754  | 16,057  |
| 호원1동   | 虎院1洞   | 6.58       | 34,196  | 15,195  |
| 호원2동   | 虎院2洞   | 4.19       | 32,718  | 13,301  |
| 장암동    | 長岩洞    | 8.94       | 18,813  | 8,265   |
| 신곡1동   | 新谷1洞   | 2.55       | 38,978  | 16,828  |
| 신곡2동   | 新谷2洞   | 2.82       | 44,796  | 18,865  |
| 송산1동   | 松山1洞   | 4.48       | 30,713  | 13,475  |
| 송산2동   | 松山2洞   | 1.42       | 31,655  | 13,149  |
| 송산3동   | 松山3洞   | 9.31       | 45,101  | 17,989  |
| 자금동    | 自金洞    | 11.78      | 25,492  | 11,780  |
| 가능동    | 佳陵洞    | 3.97       | 23,965  | 12,015  |
| 흥선동    | 興宣洞    | 5.84       | 19,058  | 9,553   |
| 녹양동    | 綠楊洞    | 3.81       | 19,641  | 9,108   |
| 고산동    | 高山洞    | 11.56      | 26,518  | 10,677  |
| 의정부시  | 議政府市  | 81.54      | 460,663 | 209,504 |

### 인구
의정부시의 인구는 2011년 기준으로 430,994명이며 인구 밀도는 5,286명/km3이다. 0~14세 인구는 17.6%, 65세 이상 인구는 9.4%이다. 생산연령층인 15~64세 인구는 73.0%로 전국평균 72.8%보다 비율이 높고, 유소년 인구부양비는 24.2%로 전국 평균인 22.8%보다 높고, 노년 인구부양비는 12.9%로 전국 평균인 14.5%보다 낮다. 여자 인구 100명당 남자 인구를 나타내는 성비는 98.1로 여자가 다소 많다.
- 의정부시의 연도별 인구 추이[11]

| 연도   | 총인구    |  | 비고            |
| ------ | --------- |  | --------------- |
| 1949년 | 21,816명  |  | 양주군 의정부읍 |
| 1955년 | 26,048명  |  | 양주군 의정부읍 |
| 1960년 | 51,336명  |  | 양주군 의정부읍 |
| 1966년 | 74,642명  |  | 의정부시        |
| 1970년 | 92,929명  |  | 의정부시        |
| 1975년 | 108,350명 |  | 의정부시        |
| 1980년 | 133,177명 |  | 의정부시        |
| 1985년 | 162,700명 |  | 의정부시        |
| 1990년 | 212,352명 |  | 의정부시        |
| 1995년 | 276,111명 |  | 의정부시        |
| 2000년 | 355,380명 |  | 의정부시        |
| 2005년 | 398,870명 |  | 의정부시        |
| 2010년 | 417,412명 |  | 의정부시        |
| 2015년 | 421,579명 |  | 의정부시        |
| 2019년 | 440,357명 |  | 의정부시        |

## 시청
- 현재 의정부시청은 경기도 의정부시 의정부2동에 위치해 있다.

## 산업

### 산업별 종사자 현황
2014년 의정부시 산업의 총종사자 수는 107,774명으로 경기도 총종사자 수의 2.4%를 차지하고 있다. 이중 광업 및 제조업(2차산업)은 6,846명으로 6.4%의 비중으로 차지하고 상업 및 서비스업(3차산업)은 100,928명으로 93.6%의 비중을 차지한다. 2차산업은 경기도 전체의 비중(27.1%)보다 낮고, 3차산업은 경기도 전체 비중(72.9%)보다 높다. 3차산업 부문에서는 도소매업(17.4%), 숙박 및 음식점업(13,1%)과 교육서비스업(11.6%), 보건업 및 사회복지서비스업(11.0%)이 큰 비중을 차지하고 있다.

### 상주인구와 주간인구
의정부시의 2010년 기준 상주인구는 410,917명이고 주간 인구지수가 88로 낮다. 통근으로 인한 유입인구는 34,042명 유출인구는 82,951명이다. 통학으로 인한 유입인구는 11,164명, 유출인구는 12,854명으로 전체적으로 유출인구가 50599명 더 많은데, 이는 수도권에서 서울특별시와 가깝거나 교통이 편리한 지역에서 공통적으로 나타나는 현상이다.

### 상업시설

#### 백화점
- 신세계백화점 의정부점 (평화로 525)(의정부동)
- NC백화점 의정부점 (예정) ()(민락동)

#### 대형마트,창고형마트
- 이마트 의정부점 (민락로 210)(민락동)
- 롯데마트 의정부점 (산단로 76번길 116)(용현동) 현재 폐업
- 롯데마트 장암점 (장곡로 224)(장암동)
- 홈플러스 의정부점 (청사로 38)(금오동)
- 코스트코 의정부점 (용민로 489번길 9)(민락동)

#### 영화관
- CGV 의정부 (평화로 525)(의정부동)
- CGV 의정부태흥 (시민로 80)(의정부동)
- 롯데시네마 의정부민락(천보로 44(민락동)
- 메가박스 의정부민락 (오목로 205번길 55)(민락동)

## 교통

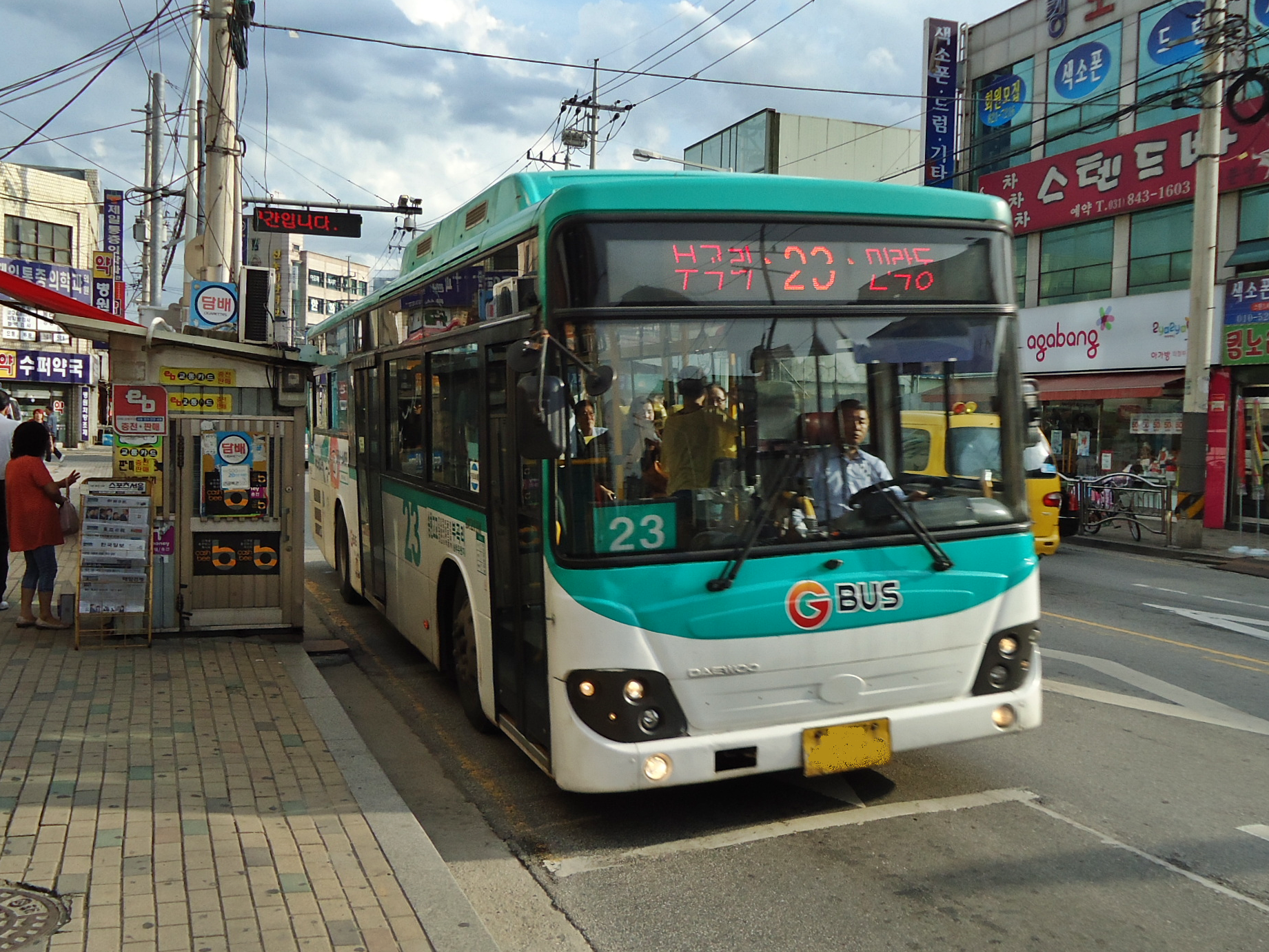
평안운수에서 운행하고 있는 23번 버스 차량. 현재는 다른 최신 차량으로 대차되었다.

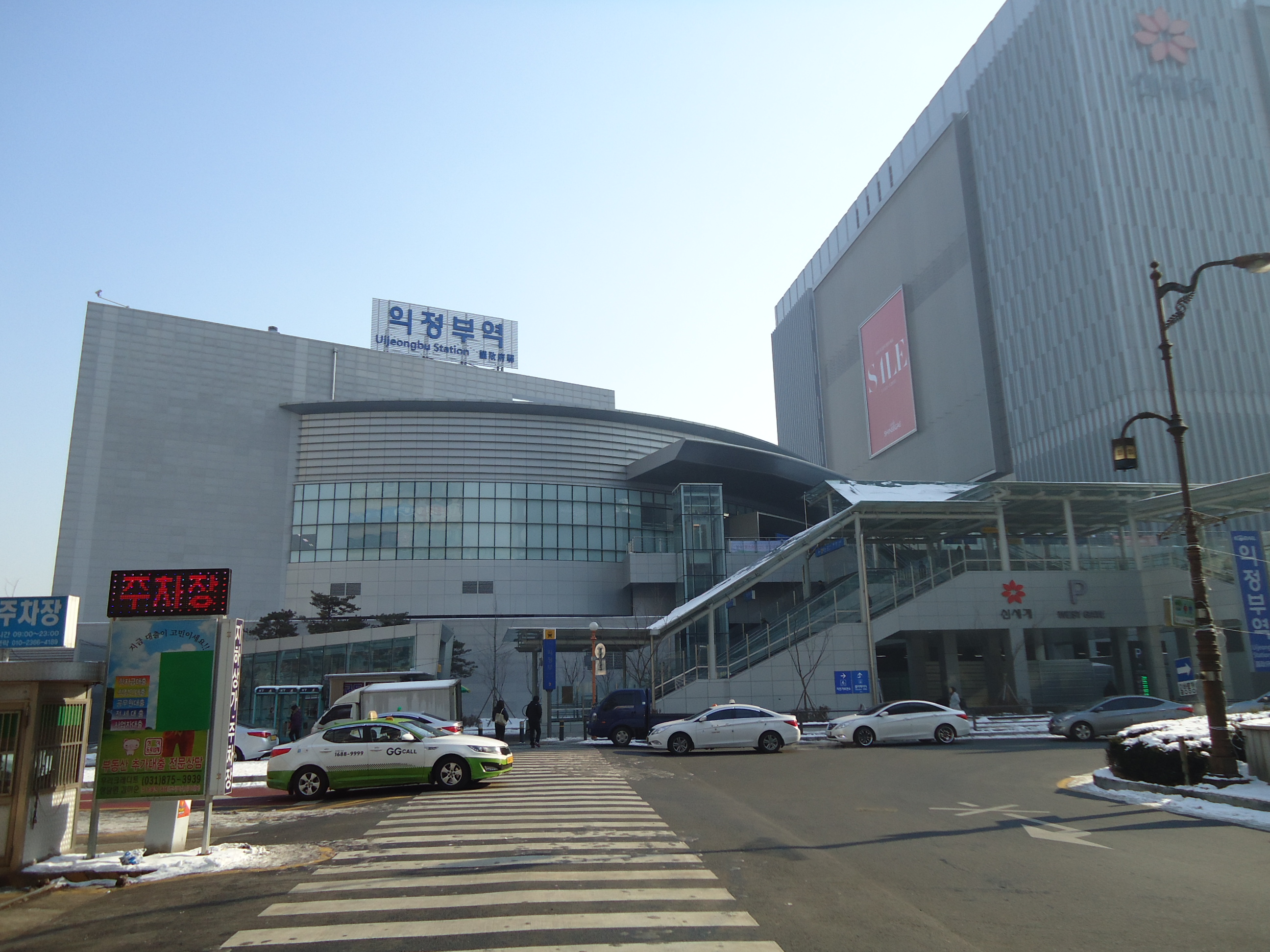
의정부역 주변 전경이며, 인근에 신세계가 운영하는 쇼핑몰도 병설되어 있다.

### 철도
- 한국철도공사
  - 경원본선 (● 수도권 전철 1호선)
(양주시) ← 녹양역 - 가능역 - 의정부역 - 회룡역 - 망월사역 → (서울특별시 도봉구)
  - 교외선
(양주시) ← 의정부역
- 서울교통공사
  - ● 서울 지하철 7호선
장암역 → (서울특별시 도봉구)
- 의정부경량전철
  - ● 의정부 경전철
차량기지 임시승강장 - 탑석역 - 송산역 - 어룡역 - 곤제역 - 효자역 - 경기도청북부청사역 - 새말역 - 동오역 -의정부중앙역 - 흥선역 - 시청역 - 경전철의정부역 - 범골역 - 회룡역 - 발곡역

### 버스
- 시내버스 : 의정부시의 시내버스, 의정부시의 마을버스
- 시외버스 : 의정부버스터미널, 의정부시의 공항버스

### 도로
고속도로
- 수도권제1순환고속도로 : 의정부 나들목, 호원 나들목, 사패산터널
- 세종포천고속도로 : 동의정부 나들목, 민락 나들목

국도
- 국도 제3호선, 국도 제39호선, 국도 제43호선

주요 도로
- 신평화로
- 동부간선도로

## 교육 기관
- 대학교

| 구분         | 학교명     | 주소 |
| ------------ | ---------- | ---- |
| 사립대학     | 신한대학교 |      |
| 사립대학     | 을지대학교 |      |
| 사립전문대학 | 경민대학교 |      |

- 고등학교

| 구분   | 학교명               | 주소             |
| ------ | -------------------- | ---------------- |
| 공립고 | 의정부고등학교       | 녹양로29가능동   |
| 공립고 | 의정부여자고등학교   | 신흥로365번길10  |
| 공립고 | 의정부공업고등학교   | 가능로57가능동   |
| 공립고 | 발곡고등학교         | 동일로454번길50  |
| 공립고 | 송양고등학교         | 송양로6낙양동    |
| 공립고 | 호원고등학교         | 망월로56호원동   |
| 공립고 | 부용고등학교         | 오목로96민락동   |
| 공립고 | 효자고등학교         | 부용로165신곡동  |
| 공립고 | 송현고등학교         | 용민로159민락동  |
| 공립고 | 경기북과학고등학교   | 체육로135번길32  |
| 사립고 | 의정부광동고등학교   | 서부로691녹양동  |
| 사립고 | 영석고등학교         | 시민로363용현동  |
| 사립고 | 상우고등학교         | 범골로79의정부동 |
| 사립고 | 경민고등학교         | 서부로545가능동  |
| 사립고 | 경민비즈니스고등학교 | 서부로545가능동  |
| 사립고 | 경민IT고등학교       | 서부로545가능동  |
| 평교   | 경기미용고등학교     | 둔야로61번길 20  |

- 중학교

| 구분   | 학교명           | 주소              |
| ------ | ---------------- | ----------------- |
| 공립중 | 금오중학교       | 금신로 380금오동  |
| 공립중 | 녹양중학교       | 체육로187녹양동   |
| 공립중 | 다온중학교       | 둔야로49번길 30   |
| 공립중 | 동암중학교       | 장곡로226번길 132 |
| 공립중 | 민락중학교       | 오목로 151민락동  |
| 공립중 | 발곡중학교       | 회룡로 185신곡동  |
| 공립중 | 부용중학교       | 오목로 86민락동   |
| 공립중 | 솔뫼중학교       | 시민로 464-14     |
| 공립중 | 송양중학교       | 용민로 308낙양동  |
| 공립중 | 신곡중학교       | 추동로24번길 23   |
| 공립중 | 의정부중학교     | 가능로 75 가능동  |
| 공립중 | 의정부여자중학교 | 신흥로365번길 40  |
| 공립중 | 천보중학교       | 부용로 61 금오동  |
| 공립중 | 충의중학교       | 용현로 125용현동  |
| 공립중 | 호원중학교       | 호암로 205 호원동 |
| 공립중 | 효자중학교       | 부용로185번길 15  |
| 공립중 | 회룡중학교       | 안말로 45 호원동  |
| 사립중 | 경민중학교       | 서부로 545 가능동 |
| 사립중 | 경민여자중학교   | 서부로 545 가능동 |

- 초등학교

| 구분 | 학교명             | 주소                  |
| ---- | ------------------ | --------------------- |
| 초교 | 가능초등학교       | 의정로140번길 15      |
| 초교 | 경의초등학교       |                       |
| 초교 | 고산초등학교       |                       |
| 초교 | 금오초등학교       |                       |
| 초교 | 녹양초등학교       |                       |
| 초교 | 동암초등학교       |                       |
| 초교 | 동오초등학교       |                       |
| 초교 | 민락초등학교       |                       |
| 초교 | 발곡초등학교       |                       |
| 초교 | 배영초등학교       |                       |
| 초교 | 버들개초등학교     |                       |
| 초교 | 새말초등학교       |                       |
| 초교 | 솔뫼초등학교       |                       |
| 초교 | 송양초등학교       |                       |
| 초교 | 신동초등학교       |                       |
| 초교 | 어룡초등학교       |                       |
| 초교 | 오동초등학교       |                       |
| 초교 | 의순초등학교       |                       |
| 초교 | 의정부초등학교     |                       |
| 초교 | 의정부부용초등학교 |                       |
| 초교 | 의정부서초등학교   |                       |
| 초교 | 의정부신곡초등학교 |                       |
| 초교 | 의정부용현초등학교 |                       |
| 초교 | 의정부장암초등학교 |                       |
| 초교 | 의정부중앙초등학교 |                       |
| 초교 | 의정부청룡초등학교 | 장곡로 322번길 신곡동 |
| 초교 | 의정부호동초등학교 |                       |
| 초교 | 의정부호원초등학교 |                       |
| 초교 | 의정부효자초등학교 |                       |
| 초교 | 호암초등학교       |                       |
| 초교 | 회룡초등학교       |                       |

- 특수학교

| 구분     | 학교명   | 주소             |
| -------- | -------- | ---------------- |
| 공립학교 | 송민학교 | 민락로262        |
| 사립학교 | 희망학교 | 진등로11번길 9-2 |

## 방송 송신 시설
| FM라디오 |           |          |       |          |
| 채널     | 방송국명  | 호출부호 | 출력  | 가시청권 |
| 100.7㎒  | OBS라디오 | HLQS-FM  | 0.1㎾ | 의정부   |

## 스포츠
- 의정부체육관 (프로배구 V-리그 남자부 KB손해보험 스타즈 홈구장)

## 사건
- 대봉그린아파트 화재 (2015년 1월 10일)

## 갤러리

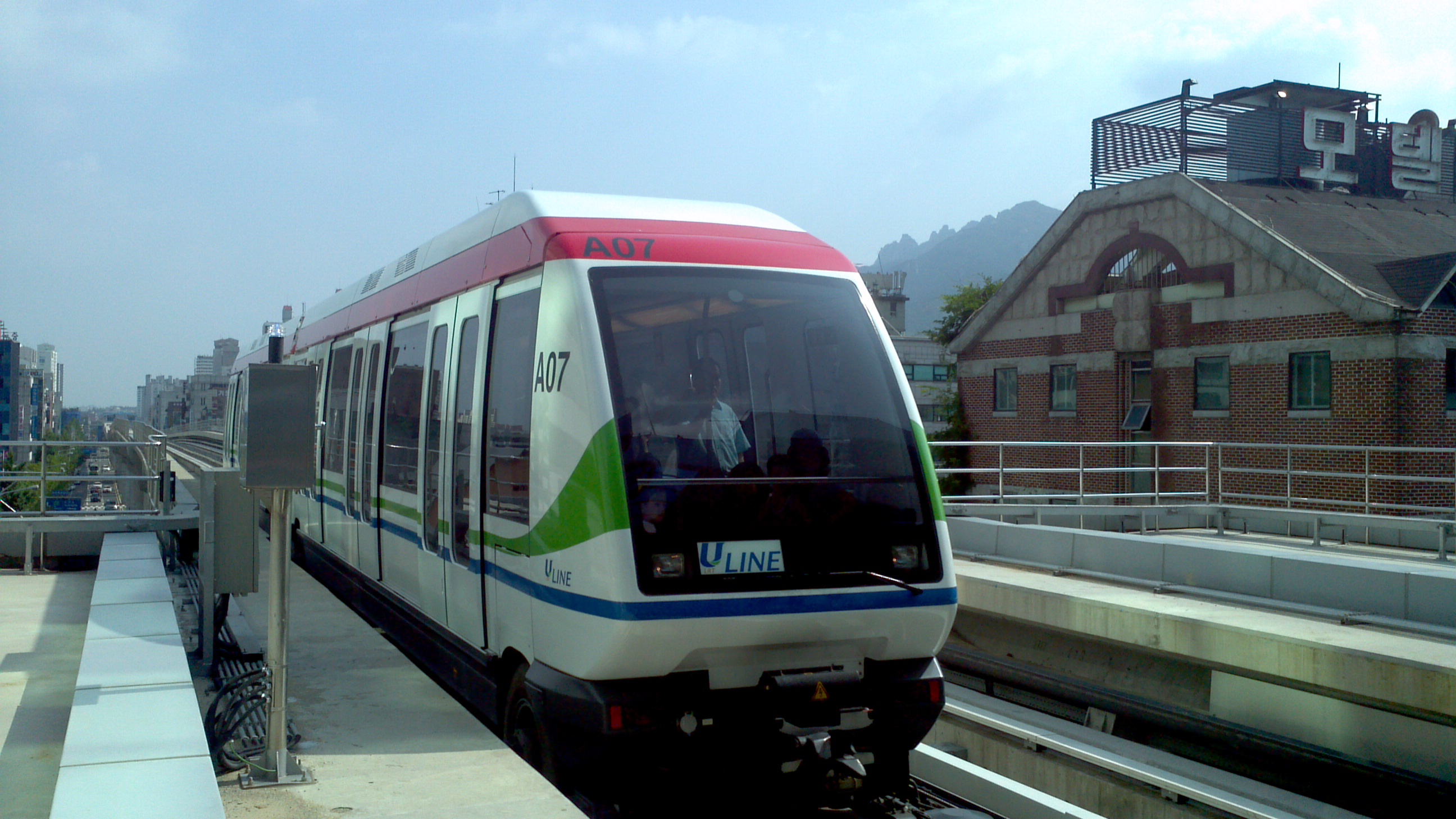
의정부경전철 전동차의 모습
프랑스어로 이루어진 의정부 경전철 맵
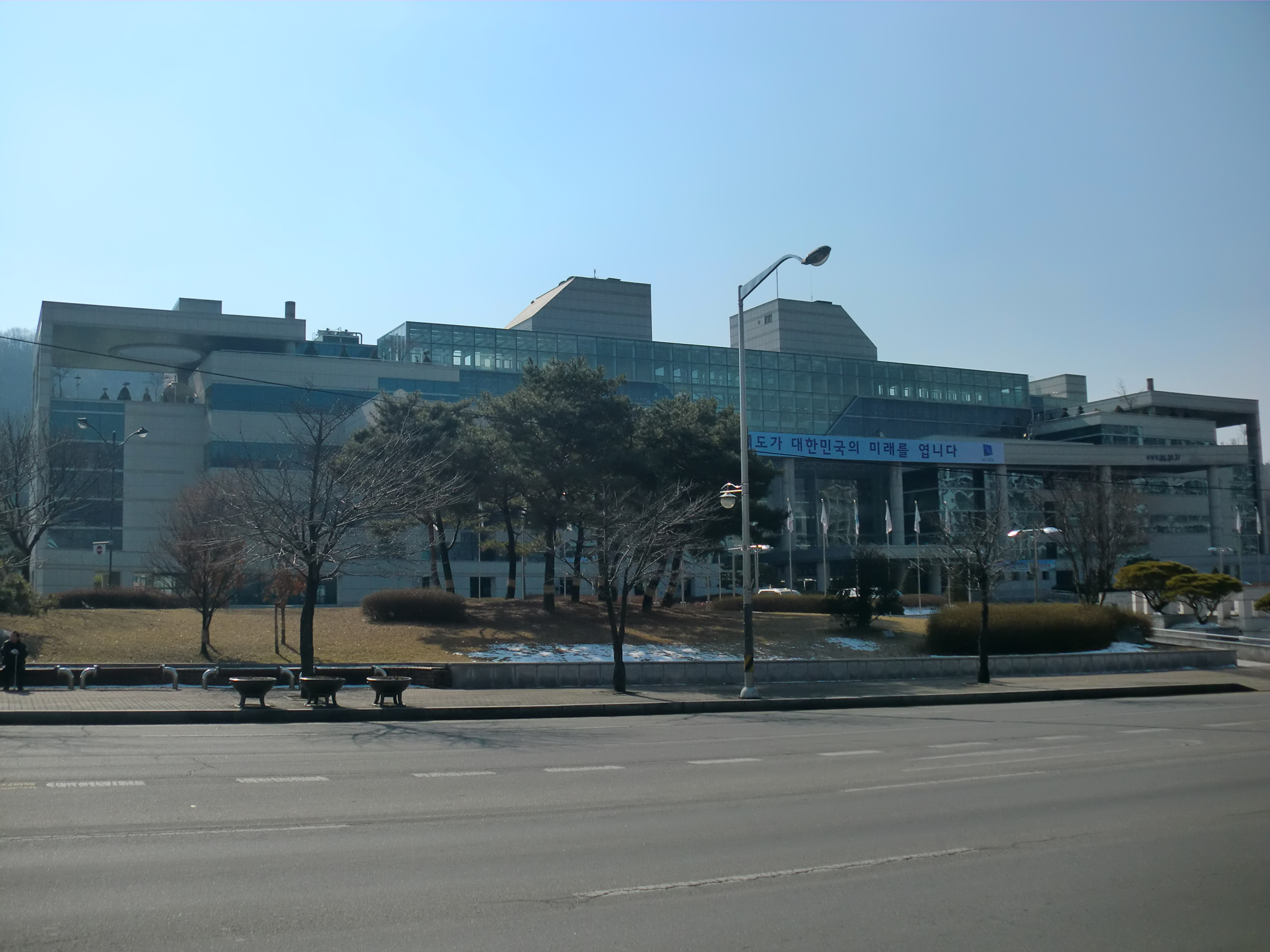
경기도청 제2청사 전경
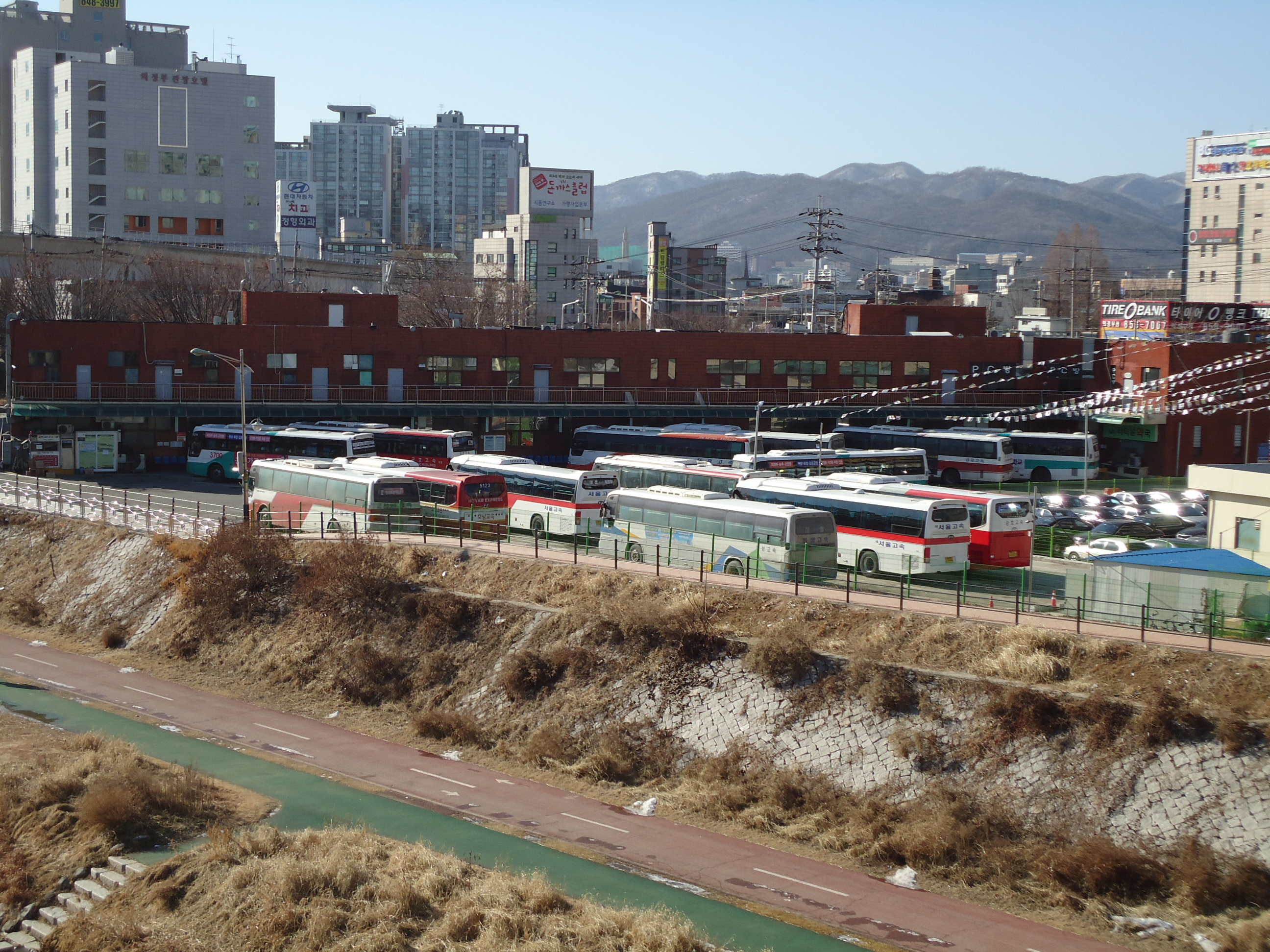
의정부버스터미널 전경 시외 및 고속버스가 터미널에 주박하고 있으나 현재의 터미널 공간 협소로 이전이 필요한 상황이다.
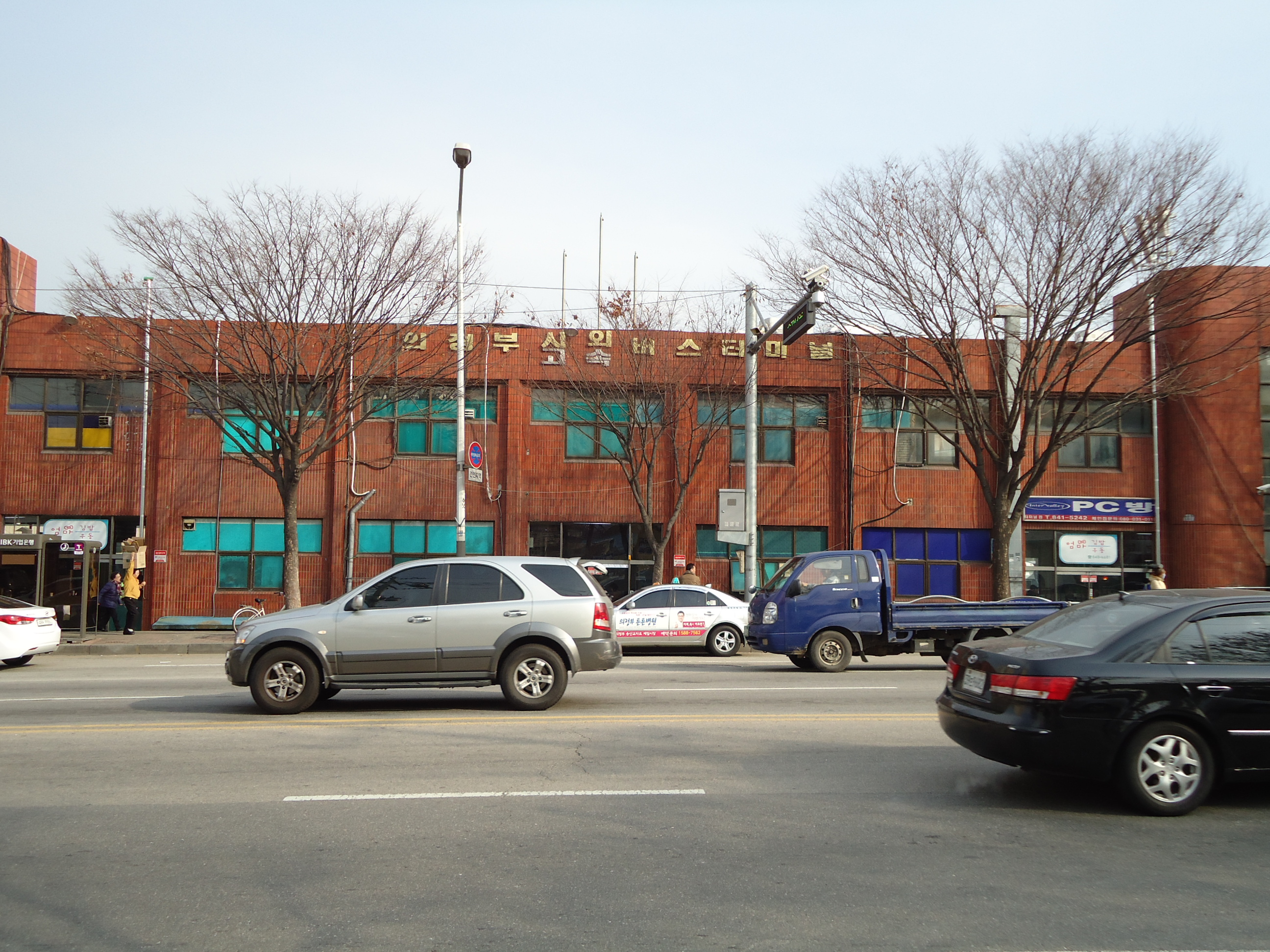
의정부버스터미널 입구
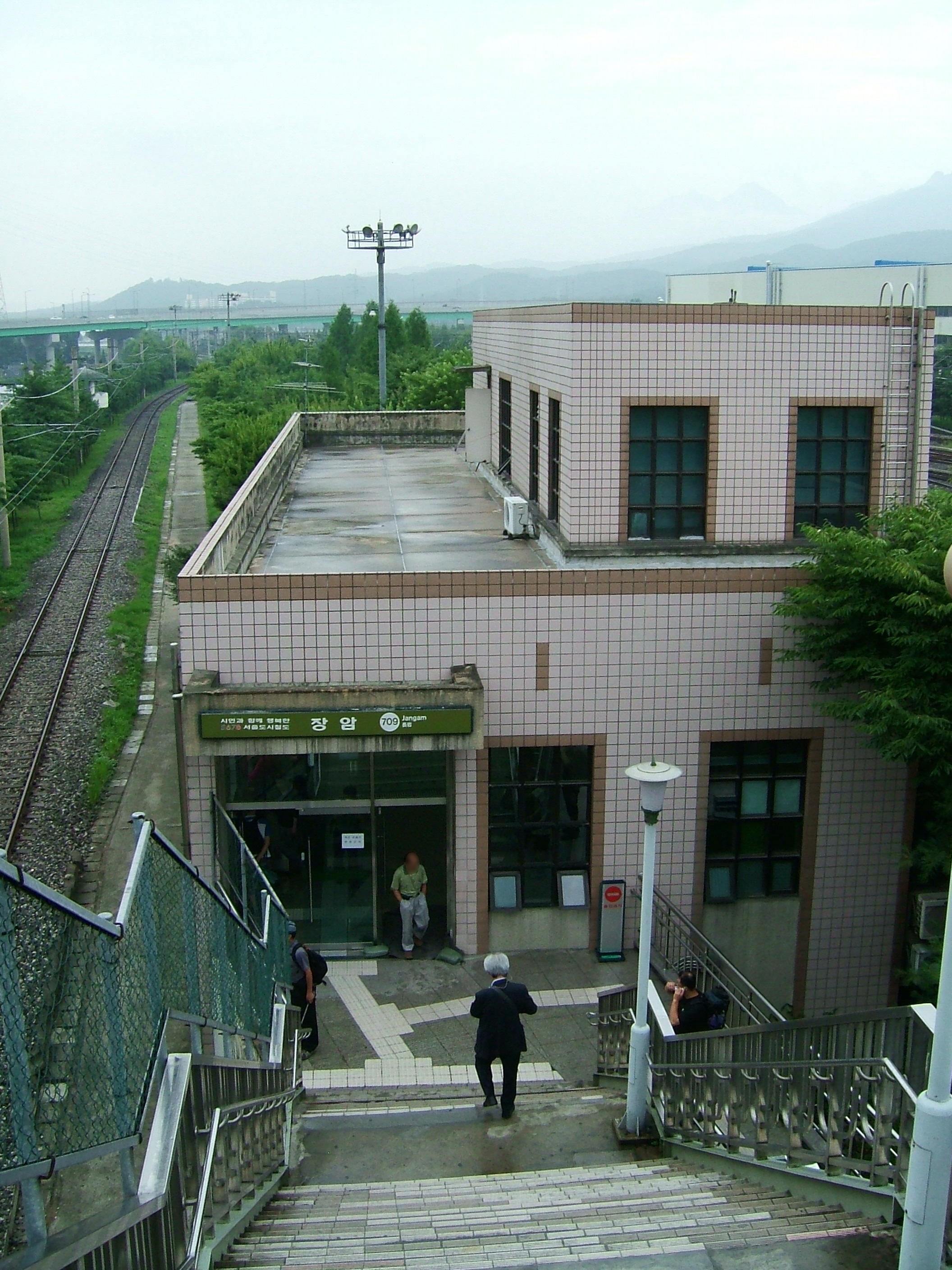
공사 직전 당시의 장암역의 역사 전경
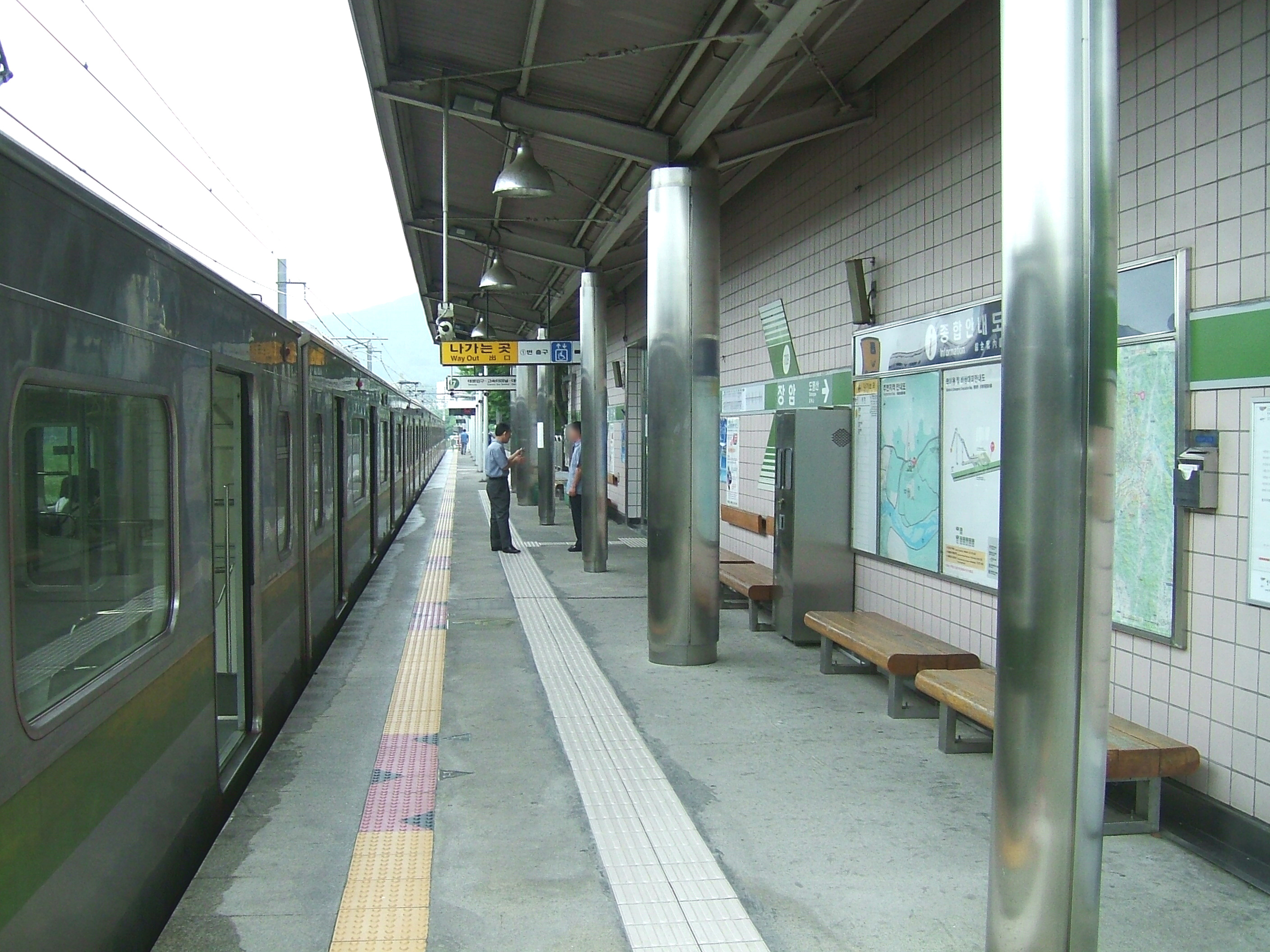
스크린도어가 설치되기 직전의 장암역 전경

## 자매 도시
| 지역 & 국가 | 도시               | 도시               |
| ----------- | ------------------ | ------------------ |
| 대한민국    | 전라남도           | 곡성군             |
| 대한민국    | 충청북도           | 괴산군             |
| 일본        | 니가타현           | 시바타시           |
| 중국        | 랴오닝성(辽宁省)   | 단둥시(丹东市)     |
| 중국        | 후베이성(湖北省)   | 황스시(黄石市)     |
| 러시아      | 유대인 자치주      | 비로비잔           |
| 미국        | 뉴저지주           | 허드슨군           |
| 베트남      | 하이즈엉성(海阳省) | 하이즈엉(城舗海陽) |
| 이탈리아    | 토스카나주         | 루카               |

## 같이 보기
- 대한민국의 설치순 도시 목록
- 경기북과학고등학교